# ビーチ98丁目駅
ビーチ98丁目駅（看板ではビーチ98丁目-プレイランド駅）は、クイーンズ区のビーチ98丁目とロッカウェイ・フリーウェイ交差点に位置するニューヨーク市地下鉄INDロッカウェイ線の駅である。A系統がラッシュ時に5往復、ロッカウェイ・パーク・シャトルが終日停車する。
駅は開業当時スティープルチェイス駅だった。1933年に近隣のロッカウェイ遊園地（1985年廃止）の最寄り駅であるためプレイランド駅に改称され、その後現在の駅名になった。

## 駅構造
| P ホーム階 | 相対式ホーム、右側ドアが開く | 相対式ホーム、右側ドアが開く                                                                            |
| P ホーム階 | 南行線                       | ← ロッカウェイ・パーク-ビーチ116丁目駅行き（ビーチ105丁目駅）                                           |
| P ホーム階 | 北行線                       | → 朝ラッシュ：インウッド-207丁目駅行き（ビーチ90丁目駅）→ ブロード・チャンネル駅行き（ビーチ90丁目駅）→ |
| P ホーム階 | 相対式ホーム、右側ドアが開く | |
| M          | 改札階                       | 改札口、駅員詰所、メトロカード券売機                                                                    |
| G          | 地上階                       | 出入口                                                                                                  |

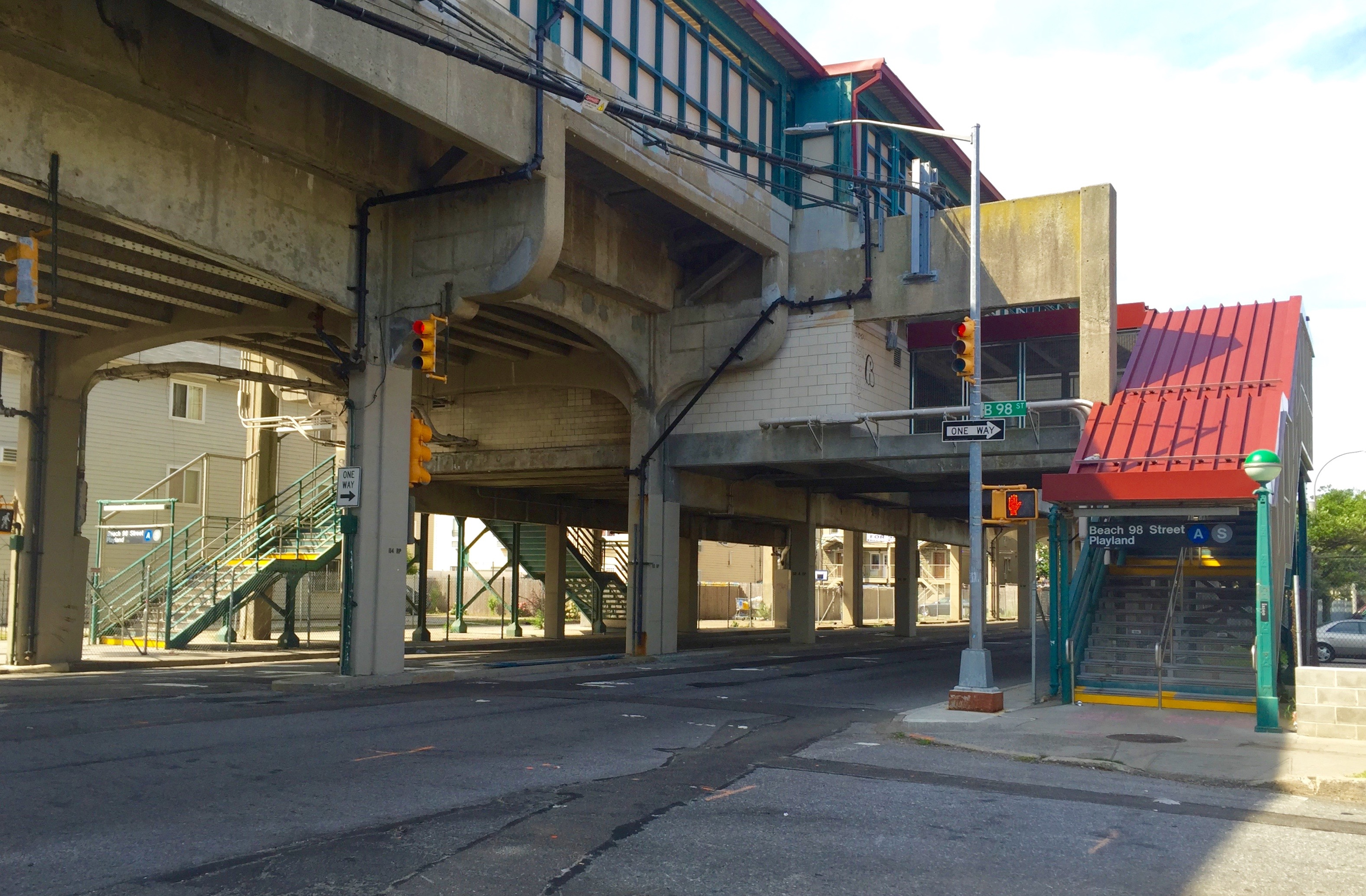
入口

駅はロングアイランド鉄道の駅として1903年4月に開業した。1955年10月3日の廃止を経て1956年6月28日に地下鉄駅となった。
駅は相対式ホーム2面2線で、2011年にDuke Riley制作のアートワークBe Good or Be Goneが設置された。ホーム上のステンドグラスで構成されている。

### 出口
- 階段1つ、ビーチ98丁目とロッカウェイ・フリーウェイ交差点南西[4]
- 階段1つ、ビーチ98丁目とロッカウェイ・フリーウェイ交差点北西[4]